# Philip Rabinowitz
Philip Rabinowitz (1904. február 16. - 2008. február 29.) dél-afrikai rövidtávfutó, aki 2004. július 10-én bekerült a Guinness Rekordok Könyvébe, mint a 100 évesek között a leggyorsabban a 100 méteres síkfutást teljesítő férfi.

## Életpályája
Egy zsidó család gyermekeként született Litvániában. 21 évesen költözött Dél-Afrikába, ahol haláláig Fokváros Hout Bay elővárosában lakott.  Rabinowitz legjobb időeredménye 30,86 másodperc, amivel megdöntötte az osztrák Erwin Jaskulski 36,19-os idejét. Egy héttel korábban a 100. évét betöltött sportoló már megdöntötte a rekordot, azonban egy elektronikai időmérő hibájából maradt ki az akkori eredmény a könyvből.
Rabinowitz könyvelőként dolgozott lányánál, és emiatt naponta legalább 6 kilométert kellett gyalogolnia.
Összehasonlításul 2006-ban a világcsúcs a férfiak 100 méteres síkfutásában 9,74 másodperc volt, amit a jamaicai Asafa Powell állított fel. Ekkor Powell 24 éves volt.